# Miquel Olmo
Miguel Olmo Forte (Tarrasa, Barcelona, España, 20 de enero de 1966). Es un exfutbolista y exentrenador de fútbol español. Es padre de Dani Olmo, centrocampista del Barcelona de la Liga de España y de la selección de fútbol de España.

## Trayectoria

### Como entrenador
Su carrera en el mundo de los banquillos comienza como entrenador del CD Can Parellada de Tarrasa en 2001 para pasar en 2003 a dirigir al CD Montcada, en la Preferente Territorial de Cataluña.
En la temporada 2003-04, se convirtió en entrenador de la Unió Esportiva Vilassar de Mar.
Debutaría en Segunda B en la temporada 2005-06 con el Figueres.
A finales de la temporada 2008-09, asumió el puesto de entrenador del Girona Futbol Club, sustituyendo a Javier Salamero, que era responsable de la dirección técnica del club y que se había hecho cargo del equipo tras la destitución de Raül Agné. Olmo dirigió los últimos tres partidos para el final de temporada y fue el encargado de asegurar la permanencia.
En el año 2009 llegó al Terrassa Futbol Club, donde sería entrenador y director deportivo hasta abril de 2012. Llegó a la entidad egarense en 2009 para sustituir a José Luis García, pero no pudo evitar el descenso a Tercera División. En las siguientes dos temporadas con el club en Tercera División realizó dos temporadas discretas, hasta que al final de la temporada 2011/12 decide no continuar en el club de su ciudad natal.
En julio de 2013, se convierte en el segundo entrenador del CE Sabadell como ayudante de Javier Salamero. Pero en noviembre de 2013, tras el cese de Javier Salamero y la dimisión de Xavi Roca, se convierte en técnico interino del Sabadell. Su labor, sacando al equipo de los puestos de descenso, convenció a la entidad, que lo renovó por una temporada. Finalmente, el equipo catalán terminó como 10º clasificado e incluso tuvo opciones de terminar 7º y jugar la promoción de ascenso. Olmo fue despedido al poco de comenzar la temporada 2014-15, después de 14 jornadas en las que el Sabadell sumó otros tantos puntos, ocupando puestos de descenso.
En julio de 2015, aceptó una oferta para entrenar al Manama Club de Baréin, siendo despedido tras solo 3 meses y un partido oficial.

## Clubes

### Como entrenador
| Club               | País   | Categoría(s)           | Año(s)    | P  | PG | PE | PP | % v.  |
| ------------------ | ------ | ---------------------- | --------- | -- | -- | -- | -- | ----- |
| CD Can Parellada   | España | Primera Territorial    | 2001-2003 | 68 | 30 | 15 | 23 | 44.12 |
| CD Can Parellada   | España | Preferente Territorial | 2001-2003 | 68 | 30 | 15 | 23 | 44.12 |
| CD Montcada        | España | Preferente Territorial | 2003-2004 | 34 | 15 | 8  | 11 | 44.12 |
| UE Vilassar de Mar | España | Tercera División       | 2004-2005 | 38 | 8  | 10 | 20 | 21.05 |
| UE Figueres        | España | Segunda División B     | 2005-2006 | 38 | 11 | 10 | 17 | 28.95 |
| UE Castelldefels   | España | Tercera División       | 2006-2008 | 76 | 24 | 18 | 34 | 31.58 |
| Girona FC          | España | Segunda División       | 2009      | 3  | 0  | 1  | 2  | 0     |
| Terrassa FC        | España | Segunda División B     | 2009-2012 | 33 | 6  | 6  | 21 | 18.18 |
| CE Sabadell        | España | Segunda División       | 2013-2014 | 43 | 18 | 7  | 18 | 41.86 |
| Manama Club        | Baréin | Liga Premier           | 2015      | 1  | 0  | 0  | 1  | 0     |